# Goldstream River, Vancouver Island
Goldstream River är ett vattendrag i Kanada.   Det ligger i provinsen British Columbia, i den södra delen av landet, 3 600 km väster om huvudstaden Ottawa.
I omgivningarna runt Goldstream River växer i huvudsak barrskog. Runt Goldstream River är det ganska tätbefolkat, med 239 invånare per kvadratkilometer.